# Právo na město

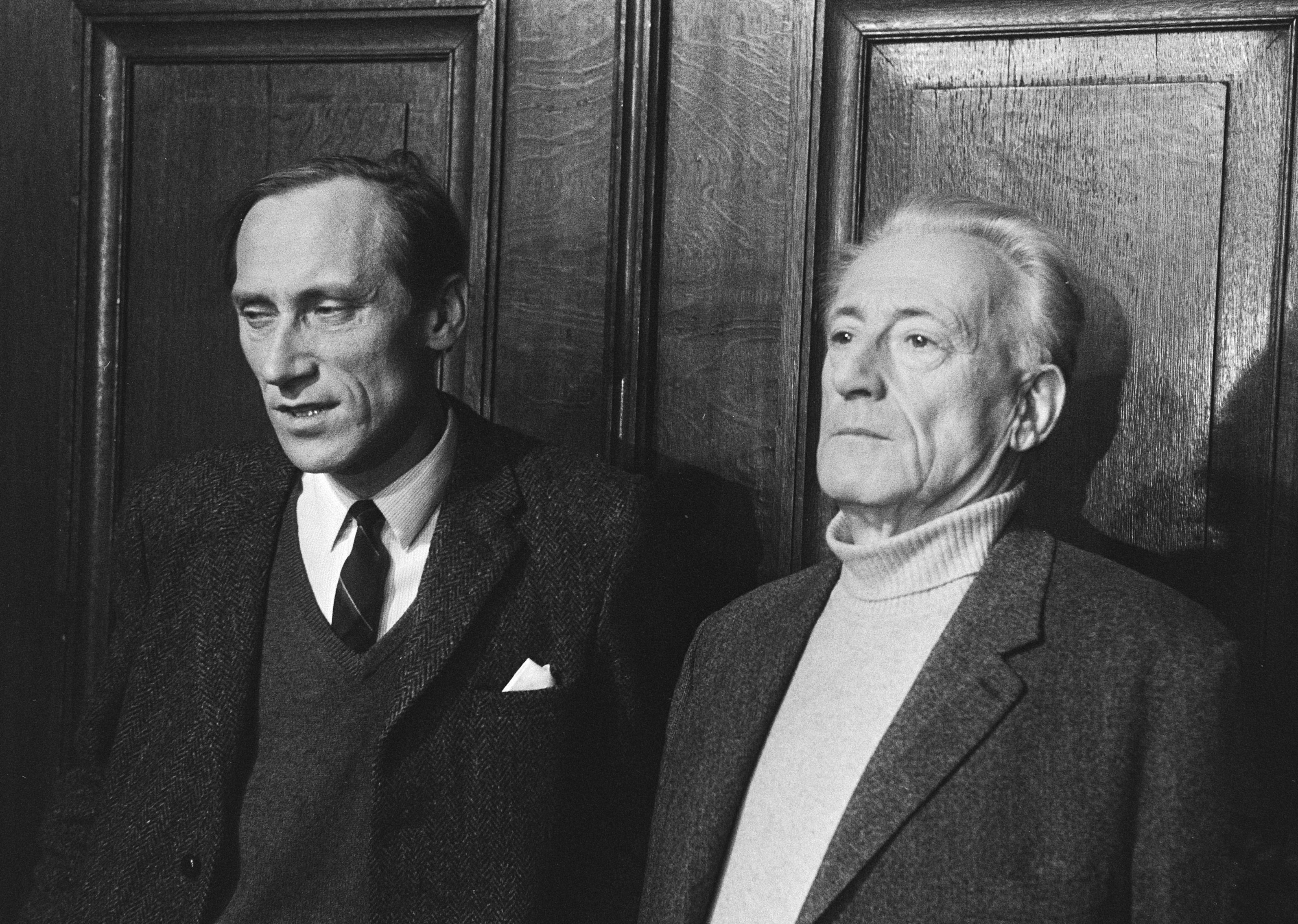
Leszek Kołakowski a Henri Lefebvre v roce 1971

Právo na město je myšlenka, jíž se zaštítila některá sociální hnutí posledních dekád s cílem přetvořit město jako sdílený prostor osvobozený od negativních důsledků komodifikace a kapitalismu na život ve městě.
Poprvé termín použil v roce 1968 Henri Lefebvre v knize Le Droit à la ville. Lefebvre převážně zkoumal historický vliv, který měl kapitalismus na město: městský život byl komodifikován, sociální interakce se staly více vykořeněné a veřejný prostor a samospráva se staly nepřístupným privilegiem. Lefebvre naproti tomu volal po „zachránění občana jako hlavního prvku a protagonisty města, které on sám postavil“ a transformování městského prostoru v „místo setkávání pro budování kolektivního života“.
Stejným konceptem se ve svých pracích zabýval například Murray Bookchin nebo David Harvey. Podle Harveyho je právo na město „více než jen osobní svobodou poskytující přístup k městským zdrojům: je to právo změnit sebe sama tím, že změníme své město. Je to kolektivní, spíše než osobní, právo, jelikož tato změna nevyhnutelně závisí na výkonu kolektivní moci k přetvoření procesů urbanizace. Svoboda vytvářet a přetvářet naše města [...] je jedno z nejcennějších a nejzanedbávanějších lidských práv.“